# Monument la mormântul ostașului căzut în 1941 (Ursoaia)
Monumentul la mormântul ostașului căzut în 1941 este un monument amplasat în Ursoaia, raionul Cahul, Republica Moldova. Este un monument istoric de importanță națională inclus în Registrul monumentelor Republicii Moldova ocrotite de stat cu nr. 51 (raionul Cahul).